# Progresso
Progresso ist ein Ort im Distrikt Corozal in Belize. Der Ort zählte im Jahr 2010 etwa 1357 Einwohner.

## Lage
Progresso liegt im Norden des Landes Belize im Distrikt Corozal. Südöstlich von dem Ort erstreckt sich die Progresso Lagoon, die Progresso und die Stadt Little Belize trennt.